# De peccatorum meritis et remissione et de baptismo parvulorum
De peccatorum meritis et remissione et de baptismo parvulorum – pierwszy traktat antypelagiański biskupa Augustyna z Hippony napisany w 412 r., którego tytuł po polsku może znaczyć: O karach za grzechy i ich odpuszczeniu oraz o chrzcie dzieci. Przy czym słowo kara nie występuje wprost. Augustyn ujął temat omownie: o zasługach grzechów, o tym na co zasługują, o konsekwencjach grzechów.
Bezpośrednią inspiracją napisania dzieła była prośba komesa Marcelina, by biskup Hippony sprostował nauczanie Celestiusza, który w ślad za Rufinem z Syrii przeczył temu, by grzech Adama (grzech pierworodny) był przekazywany ludziom w jakikolwiek sposób. Marcelin był sekretarzem stanu Cesarstwa zachodniorzymskiego i bliskim przyjacielem Augustyna.
Wydanie krytyczne ukazało się w Corpus Scriptorum Ecclesiasticorum Latinorum w 1913 r.: tom 60, 1-151. Wydali je C. F. Urba, J. Zycha.
Według teologów takich jak Agostino Trapè i Vittorino Grossi jest jedną z najbardziej znaczących pozycji w całej teologii katolickiej. Sam Augustyn trzy lata po jej napisaniu, w liście do Ewodiusza (List 169), nazwał ją wielką książką przeciw herezji Pelagiusza. Traktat składał się pierwotnie z dwóch ksiąg. Trzecia księga jest faktycznie dołączonym listem Augustyna, napisanym w reakcji na lekturę Pelagiuszowego Komentarza do Listu do Rzymian. W De peccatorum meritis biskup Hippony przeanalizował dogłębnie takie tematy jak: grzech pierworodny i odkupienie, usprawiedliwienie, chrzest niemowląt, bezgrzeszność i konieczność łaski wspomagającej (uczynkowej), ludzka wolność, pożądliwość (concupiscentia), przeznaczenie, rozumienie przekazywania grzechu (tradux peccati) i analogia Adama i Chrystusa.